# 普及1号滑翔机
普及1号是一种初级滑翔机，由沈阳航空工业学校在大跃进时期设计与制造。

## 基本参数
- 重量：42 千克
- 飞行高度：50～60米
- 飞行速度：50千米/小时
- 飞行时间：4分钟[2]